# سرگئی گریگوریان
سرگئی گریگوریان  بازیکن فوتبال بازنشسته در پست ارمنی‌تبار اهل ایران است که در دسته اول باشگاه‌های تهران بازی می‌کرد.

## زندگی‌نامه در سال ۱۳۵۵ در تهران بیمارستان اقبال به دنیا آمد.
تحصیلات ابتدایی و دبیرستان در علامه حلی گذراند.

## باشگاهی
از باشگا ه هایی که در توپ زده‌است می‌توان آرارات تهران را اشاره کرد.